# Acrocercops ochroptila
Acrocercops ochroptila là một loài bướm đêm thuộc họ Gracillariidae. Nó được tìm thấy ở Queensland và Bắc Úc.
Ấu trùng ăn Terminalia catappa. Chúng cuộn lá làm tổ.